# Erdflöhe
Die Erdflöhe (Psylliodes) sind eine Gattung der Flohkäfer (Tribus Alticini) aus der Familie der Blattkäfer (Chrysomelidae).

## Merkmale
Es handelt sich um relativ kleine Blattkäfer mit bei Ansicht von oben subzylindrischem Umriss, mit Körperlängen etwa zwischen 2 und 4 Millimeter. Die Elytren sind entweder blaumetallisch oder rötlich bis gelblich gefärbt und meist nicht gemustert oder gezeichnet, Kopf und Halsschild können von gleicher Farbe oder abweichend gefärbt sein. Das Pronotum ist konvex ohne Furchen oder Eindrücke. Die Flügeldecken tragen in der Regel deutliche Punktstreifen. Unter den verwandten Gattungen ist die Gattung gut kenntlich an den zehngliedrigen Fühlern (die anderen Gattungen haben in der Regel elf Glieder) und an der Gestalt der Hinterbeine. Die Hintertarsen sind bei ihnen nicht an der Spitze der Hinterschienen eingelenkt, sondern ein Stück davor (subapikal), so dass sich die Hinterschienen hinter der Einlenkung fortsetzen. Die Hinterschenkel sind, wie typisch für die ganze Verwandtschaft, deutlich verdickt und verleihen dem Tier Sprungvermögen.

## Biologie und Lebensweise
Käfer (Imagines) und Larven sind pflanzenfressend (phytophag). Sie befressen eine Vielzahl von Arten aus über 30 Familien, besonders der Familien Asteraceae, Chenopodiaceae, Solanaceae, Brassicaceae, Cannabaceae und Poaceae. Die wirtschaftlich bedeutenden landwirtschaftlichen Schädlinge fressen vor allem an Hanf (Cannabis), Nachtschatten (Solanum) und Kohl (Brassica). Die Larven fressen je nach Art an den Wurzeln, minieren in Blättern oder bohren in Stängeln, wobei die Verpuppung immer im Boden erfolgt. Die imaginalen Käfer überwintern im Boden oder in der Streu. Je nach Art entwickeln sich eine Generation (univoltin) oder mehrere Generationen pro Jahr.

## Schadbild
Die Anzeichen für einen Erdflohbefall zeigen sich an den Blättern, die kleine, ein bis zwei Millimeter große, meist rundliche Löcher aufweisen, bei denen die obere und untere Blatthaut erhalten bleibt (sog. Fensterfraß). Oft ist nur das Blattgewebe abgeschabt. Wenn Kälte oder Trockenheit das Wachstum der Jungpflanzen verlangsamen, fressen die Erdflöhe oft so viel Blattfläche, dass die Saat eingeht.
Die an Kohlgewächsen auftretenden Arten überwintern als Käfer in der Mulchschicht von Hecken und in Stein- oder Holzhaufen. Bereits während der ersten warmen Frühjahrstage kommen sie aus ihren Winterquartieren hervor und suchen nach etwas Genießbarem. Sie fallen dann über die frischen Keimblättchen der früh gesäten Rettiche, Radies oder Kohlsetzlinge her.

## Vorbeugung und Bekämpfung
Der Rapserdfloh, der in Deutschland wichtigste landwirtschaftliche Schädling der Gattung, wird konventionell mit Insektiziden bekämpft. Seit die Saatgutbeize mit Neonicotinoiden nicht mehr erlaubt ist, werden vor allem Wirkstoffe aus der Wirkstoffklasse der Pyrethroide eingesetzt. Allerdings entwickelt die Art offensichtlich zunehmend Resistenzen dagegen. Auch andere Arten wie der Hanferdfloh Psylliodes attenuatus werden bei stärkerem Auftreten mit Insektiziden bekämpft. Wie bei allen Erdflöhen, gilt hier aber Beschleunigung des Jugendwachstums als wichtige Kulturtechnik, da insbesondere Keimlinge und Jungpflanzen gefährdet sind. Andere Arten wie der Kartoffelerdfloh (Psylliodes affinis) gelten, zumindest im Gartenanbau, wegen geringer Schäden als nicht bekämpfungswürdig. Bei Schäden an Kohlpflanzen, Radieschen und Rettichen durch Erdflöhe im Hausgarten wird als Hausmittel, neben einer zügigen Jugendentwicklung, das Feuchthalten und Lockern des Erdreichs empfohlen. Im biologischen Erwerbsgemüseanbau wird der Einsatz von Kulturschutznetzen (Erdflohnetzen) mit einer Maschenweite von 0,8 mm empfohlen. Die Hersteller weisen auf die hierbei erforderliche sorgfältige Seitenabdeckung hin.

## Systematik
Die Gattung umfasst etwa 200 Arten und ist weltweit verbreitet, mit Verbreitungsschwerpunkt in der Paläarktis, wo 125 Arten vorkommen. In Japan leben 9 Arten, in Nordamerika 13, von denen allerdings 6 aus Europa eingeschleppt worden sind.
Die Gattung Psylliodes ist Im Bearbeitungsgebiet der Fauna Europaea mit etwa 100 Arten und Unterarten vertreten. Aufgrund der politischen Zugehörigkeiten sind darunter zum Beispiel auch endemische Arten der Kanarischen Inseln und der Azoren.
- Psylliodes aemulans Har. Lindberg, 1953
- Psylliodes aereus Foudras, 1860
- Psylliodes affinis (Paykull, 1799)
- Psylliodes algiricus Allard, 1859
- Psylliodes amplicollis Wollaston, 1854
- Psylliodes angusticeps Israelson, 1980
- Hanferdfloh (Psylliodes attenuatus (Koch, 1803))
- Psylliodes azoricus Jacobson, 1922
- Psylliodes brisouti Bedel, 1898
- Psylliodes chalcomerus (Illiger, 1807)
- Großer Rapserdfloh (Psylliodes chrysocephalus (Linnaeus, 1758))
- Psylliodes circumdatus (Redtenbacher, 1842)
- Psylliodes coelestis Warchalowski, 2000
- Psylliodes crambicola Lohse, 1953
- Psylliodes creticus Weise, 1888
- Psylliodes cucullatus (Illiger, 1807)
- Psylliodes cupreatus (Duftschmid, 1825)
- Psylliodes cupreus (Koch, 1803)
- Psylliodes danieli Weise, 1900
- Psylliodes dulcamarae (Koch, 1803)
- Psylliodes erberi Döberl, 1995
- Psylliodes feroniae Leonardi, 1978
- Psylliodes fiorellae Leonardi, 1978
- Psylliodes frivaldszkyi Weise, 1888
- Psylliodes fusiformis (Illiger, 1807)
- Psylliodes gibbosus Allard, 1860
- Psylliodes glaber (Duftschmid, 1825)
- Psylliodes gougeleti Allard, 1859
- Psylliodes heikertingeri Jacobson, 1922
- Psylliodes hispanus Heikertinger, 1911
- Psylliodes hospes Wollaston, 1854
- Psylliodes hyoscyami (Linnaeus, 1758)
- Psylliodes illyricus Leonardi & Gruev, 1993
- Psylliodes inflatus Reiche, 1858
- Psylliodes instabilis Foudras, 1860
- Psylliodes isatidis Heikertinger, 1912
- Psylliodes kiesenwetteri Kutschera, 1864
- Psylliodes laevicollis (Dufour, 1851)
- Psylliodes laevifrons Kutschera, 1864
- Psylliodes laticollis Kutschera, 1864
- Psylliodes laurisilvae Biondi, 1987
- Psylliodes leonhardi Heikertinger, 1926
- Psylliodes luridipennis Kutschera, 1864
- Psylliodes luteolus (O. F. Müller, 1776)
- Psylliodes macellus (Weise, 1900)
- Psylliodes magnificus Gruev, 1975
- Psylliodes marcidus (Illiger, 1807)
- Psylliodes maroccanus Heikertinger, 1916
- Psylliodes milleri Kutschera, 1964
- Psylliodes napi (Fabricius, 1792)
- Psylliodes obscuroaeneus Rosenhauer, 1856
- Psylliodes pallidicolor Pic, 1903
- Psylliodes pallidipennis Rosenhauer, 1856
- Psylliodes petasatus Foudras, 1860
- Psylliodes picinus (Marsham, 1802)
- Psylliodes picipes Redtenbacher, 1849
- Psylliodes puncticollis Rosenhauer, 1856
- Psylliodes pyrenaeus Heikertinger, 1921
- Psylliodes pyritosus Kutschera, 1864
- Psylliodes rambouseki Heikertinger, 1909
- Psylliodes reitteri Weise, 1888
- Psylliodes rhaicus Jacobson, 1922
- Psylliodes ruffoi Leonardi, 1975
- Psylliodes ruficolor Doguet, 1992
- Psylliodes saulcyi Allard, 1867
- Psylliodes schwarzi Weise, 1900
- Psylliodes solarii Leonardi, 1975
- Psylliodes sophiae Heikertinger, 1914
- Psylliodes springeri Leonardi, 1975
- Psylliodes stolidus Wollaston, 1860
- Psylliodes sturanyi Apfelbeck, 1906
- Psylliodes subaeneus Kutschera, 1867
- Psylliodes tarsatus Wollaston, 1854
- Psylliodes testaceoconcolor Heikertinger, 1926
- Psylliodes thlaspis Foudras, 1860
- Psylliodes toelgi Heikertinger, 1914
- Psylliodes umbratilis Wollaston, 1854
- Psylliodes vehemens Wollaston, 1854
- Psylliodes vindobonensis Heikertinger, 1914
- Psylliodes wachsmanni Csiki, 1903
- Psylliodes wrasei Leonardi & Arnold, 1995
- Psylliodes wunderlei Döberl, 1998